# Rogersonanthus arboreus
Rogersonanthus arboreus är en gentianaväxtart som först beskrevs av Nathaniel Lord Britton, och fick sitt nu gällande namn av B. Maguire och B.M. Boom. Rogersonanthus arboreus ingår i släktet Rogersonanthus och familjen gentianaväxter. Inga underarter finns listade i Catalogue of Life.